# Thaia nigra
Thaia nigra är en insektsart som beskrevs av Irena Dworakowska 1970. Thaia nigra ingår i släktet Thaia och familjen dvärgstritar. Inga underarter finns listade i Catalogue of Life.